# Carbonato de chumbo
Carbonato de chumbo, é o composto químico com a fórmula PbCO3. É preparado industrialmente do acetato de chumbo (II) e dióxido de carbono. Ele ocorre naturalmente como o mineral cerussita.